# Veterinærapoteket, Københavns Universitet
Veterinærapoteket (i daglig tale også blot Apoteket) var et af de to sygehusapoteker i Region Hovedstaden og var ejet af Københavns Universitet. Veterinærapotekets officielle navne var Veterinærapoteket, Københavns Universitet eller Institut for Veterinær Patobiologi, Apoteket. Apoteket blev nedlagt pr. 1. maj 2011 som følge af en intern besparelse uden dialog med hverken de privatpraktiserende dyrlæger, Den Danske Dyrlægeforening og de forskere der var hovedbrugerne af apotekets ydelser.
Apoteket, som havde status af sygehusapotek, var en sygehusafdeling beliggende på Det Biovidenskabelige Fakultet ved Københavns Universitet på Frederiksberg. Veterinærapoteket hørte under fakultetets Institut for Veterinær Patobiologi.
Veterinærapoteket blev oprettet i 1811. Indtil Den Kgl. Veterinær- og Landbohøjskoles fusion med Københavns Universitet den 1. januar 2007 var Veterinærapotekets officielle navn Den Kgl. Veterinær- og Landbohøjskoles Apotek – i daglig tale blot Landbohøjskolens Apotek (i forkortet form: KVL-Apoteket).
Apoteket havde til opgave at fremstille, indkøbe, levere og rådgive om veterinærmedicin til Det Biovidenskabelige Fakultets to dyrehospitaler (Hospital for Mindre Husdyr og Universitetshospitalet for Store Husdyr), privatpraktiserende dyrlæger samt forskere i og udenfor universitetet.
Veterinærapoteket beskæftigede sig også med veterinær lægemiddelforskning og deltog i undervisningen og uddannelsen af dyrlægestuderende samt veterinærsygepleje-, veterinærsygehjælper- og dyrepasserelever.
Derudover producerede og leverede sygehusapoteket magistrelle veterinære lægemidler til flere fakulteter ved Københavns Universitet samt til Danmarks Tekniske Universitet, Fødevaredirektoratet, Statens Serum Institut, Veterinærinstituttet, Zoologisk Have og privatpraktiserende dyrlæger.
Veterinærapoteket beskæftigede foruden sygehusapotekeren i alt 13 medarbejdere, som var farmakonomer, farmaceuter, apoteksmedhjælpere, defektricer, apoteksportører og servicemedarbejdere.

## Eksterne kilder, links og henvisninger
- Veterinærapotekets hjemmeside Arkiveret 14. januar 2012 hos  Wayback Machine
- Sundhedsministeriets bekendtgørelse om leveranceområde for lægemidler fra Den Kgl. Veterinær- og Landbohøjskoles apotek, 2001
- Forretningsbeskrivelse for Veterinærapoteket, Københavns Universitet (Webside ikke længere tilgængelig)
- Veterinærapotekets varebestillingssystem Arkiveret 23. marts 2004 hos  Wayback Machine

55°40′50.8″N 12°32′31.2″Ø / 55.680778°N 12.542000°Ø